# 11-Hidroxitetrahidrocannabinol
El 11-hidroxi-Δ9-tetrahidrocannabinol (11-OH-THC o 11-Hydroxy-THC) es el metabolito más activo del tetrahidrocannabinol (THC), el cual se forma en el cuerpo después del consumo de cannabis en la forma de comidas y bebidas de cannabis, pero no cuando se consume fumado o vaporizado. El 11-OH-THC es más potente que el THC y cruza la barrera hematoencefálica más fácilmente. El 11-Hydroxy-THC se ha mostrado activo en sí mismo, lo puede explicar hasta cierto punto los efectos bifasicos del cannabis, donde algunos efectos como el aumento del apetito tienen tendencia a demorarse a cambio de ocurrir inmediatamente después del consumo, como ocurre cuando se fuma o vaporiza.

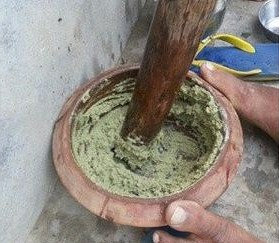
Preparando cannabis para consumo como bhang

El Cannabis en su estado fresco contiene ácido tetrahidrocannabinólico, el cual luego se convierte en THC o 11-Hidroxi-THC. Las concentraciones máximas de THC son más bajas en cannabis cocinado y administrado en comidas y bebidas que cuando se fuma, pero por otra parte los ratios de 11-OH-THC/THC son más altos después del consumo a través de comidas y bebidas que fumado. Después de administrar cannabis por comidas o bebidas, se forman cantidades aproximadamente iguales de THC y 11-OH-THC, mientras que el 11-OH-THC es un constituyente menor cuando la administración es intravenosa o por fumar. Debido al hecho de que dosis administradas a través de comidas y bebidas se procesan por el hígado antes de entrar en la torrente sanguíneo, esta ruta produce altas cantidades de 11-OH-THC, mientras que el cannabis fumado va directamente de los pulmones al cerebro y no produce 11-OH-THC.
Después, el 11-Hidroxi-THC se metaboliza a 11-nor-9-carboxi-THC, el cual no es psicoactivo pero que sí puede producir efectos analgésicos y antiinflamatorios de cannabis.